# Schloss Dybäck

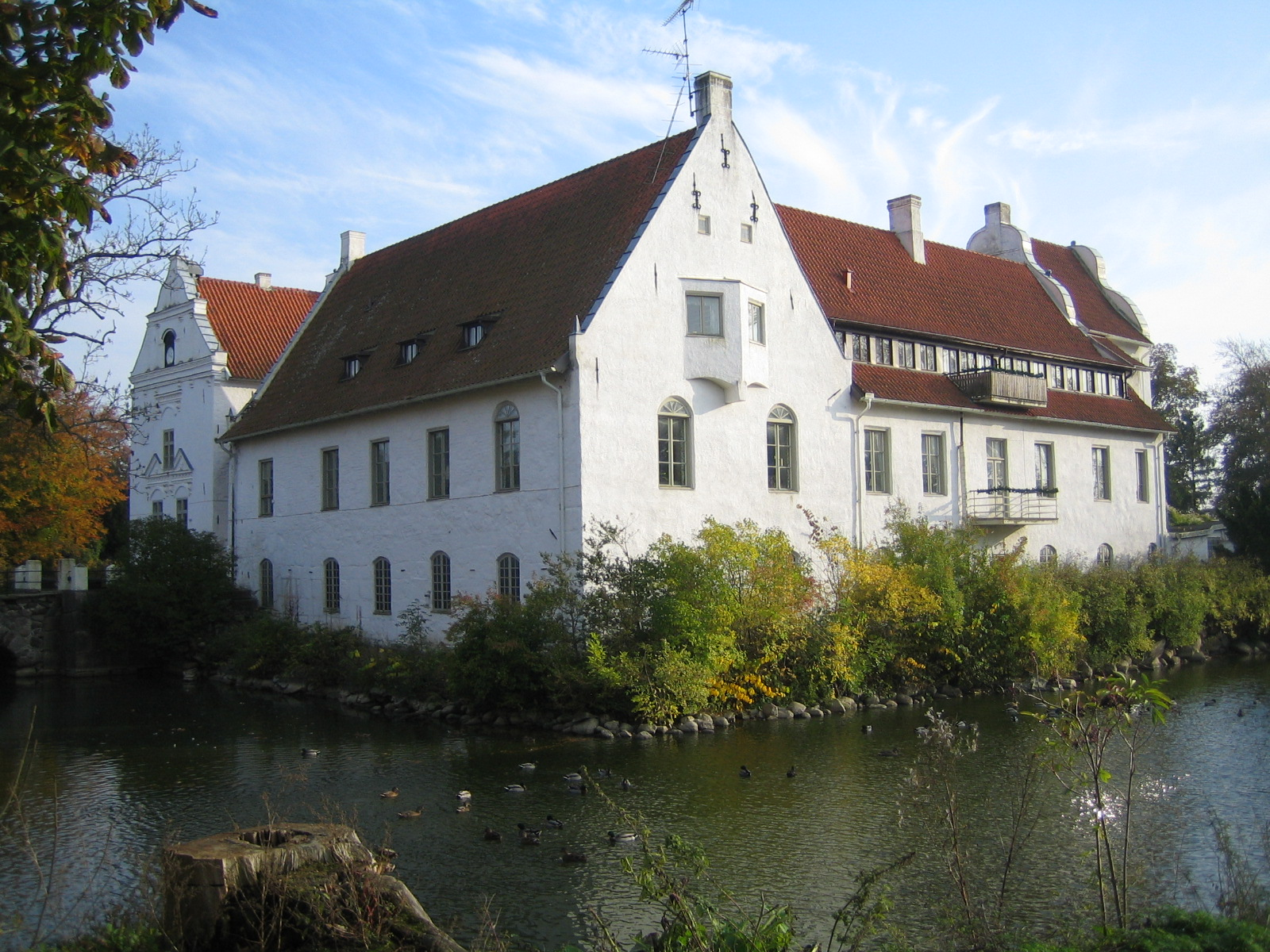
Schloss Dybäck

Das in Privatbesitz befindliche Schloss Dybäck liegt etwa 9 km südlich des Ortes Skurup in der schwedischen Provinz Schonen. Die ältesten Teile stammen aus dem 15. Jahrhundert.

## Beschreibung
Das Schloss besteht aus mehreren zusammengefügten Gebäuden, die durch einen weißen Anstrich gekennzeichnet sind. Aufgrund mehrerer Bauabschnitte, die bis zum 17. Jahrhundert reichen, weist der Bau Merkmale der Gotik, der Renaissance und des Barocks auf. Nach der Fertigstellung gab es nur noch minimale Veränderungen. Typisch ist ein umgebender Wassergraben, der vermutlich zur Verteidigung angelegt wurde. Weiterhin kann es sich bei zwei quadratischen Gebäudeteilen um ehemalige Verteidigungstürme handeln. Zu den ältesten Teilen zählt das östliche Langhaus mit einem treppenartigen oberen Giebelabschluss, mit breiten Ziegelmauern und mit einem steilen mit roten Dachziegeln gedeckten Dach. Eines der wenigen neueren Elemente ist das Einfahrtstor aus dem frühen 19. Jahrhundert. Verschiedene ältere Gebäude bestehen aus grauem Felsgestein. Im Anschluss an den Graben ist ein Park vorhanden. Der Graben wird durch den Fluss Dybäcksån gespeist, der den See Näsbyholmssjön zur Ostsee entwässert.

## Geschichte
Zum ersten in Dokumenten von 1374 genannten Besitzer des Gutes ist nicht viel mehr als der Name Johannes Sastersen bekannt. Er soll zumindest so reich gewesen sein, dass er dem Ritter von Schloss Näsbyhom, weiter nördlich, Geld leihen konnte. Das Schloss wechselte mehrfach zwischen verschiedenen Adelshäusern den Besitzer. Ein Graf aus dem Hause Bing soll laut einer Sage aufgrund seines Geizes nach seinem Tod zum Wiedergänger geworden sein. Zu den Eigentümern zählte auch das dänische Geschlecht Marsvin, deren Mitglieder Reichsräte und Generäle waren. Zu den Schwiegertöchtern des Hauses gehörte Kirsten Munk, die von 1615 bis 1630 mit dem dänischen König Christian IV. verheiratet war.
Über die Enkelin Pernille gelangte das Schloss an das Geschlecht Bille. Nach dem Tod von Pernille und ihrem Mann wurde das Schloss und die dazugehörigen Ländereien zwischen den beiden Söhnen aus zweiter Ehe aufgeteilt, was zu einem 200-jährigen Streit zwischen den Nachfolgern führte. Das Gut wurde erst 1857 wieder zusammengeführt. Die aktuellen Besitzer zählen zur Adelslinie Alwén. Auf den Gütern wurden vor allem Getreide, Gemüse und Branntwein produziert.